# Église Orthodoxe Catholique de France
Die Orthodoxe Katholische Kirche in Frankreich (Église Orthodoxe Catholique de France) ist eine orthodoxe Kirche vor allem in Frankreich, die die Liturgie des römischen Ritus pflegt. Da sich diese Kirche räumlich nicht auf Frankreich beschränkt, wird sie auch „Orthodoxe Kirche des Westens“ genannt. Sie steht derzeit nicht in Gemeinschaft mit einer der kanonischen orthodoxen Kirchen.

## Geschichte
Ihren Ursprung hat die 1936 gegründete Kirche in der Orthodoxen Kirche des Abendlandes (l’Eglise Orthodoxe Occidentale), als eine Gruppe um Louis-Charles Winnaert (1880–1937) um die Gemeinschaft mit der russisch-orthodoxen Kirche nachsuchte. Der Gruppe um Winnaert gehörte auch ein kleiner Konvent von Benediktinern in Paris an. Es entstand eine orthodoxe Kirche, die die lateinische Messe mit allen ihren Traditionen pflegte. Die ersten Bischöfe waren Irenäus und Johannes. Ab 1946 wurden die Messen auch im gallikanischen Ritus gefeiert.
In die Spannungen zwischen dem Moskauer Patriarchat und der russischen Exilkirche geriet auch die orthodoxe Kirche in Frankreich. Mit dem Tode des Bischofs von Shanghai und San Francisco, Johannes, der die sogenannte Westmission förderte, im Jahre 1966 endete letztendlich auch die kanonische Jurisdiktion der Russischen Orthodoxen Kirche über die Orthodoxe Kirche in Frankreich.
1972 erkannte die Orthodoxe Kirche in Frankreich die Jurisdiktion der Rumänisch-orthodoxen Kirche an, um so kanonisch anerkannt zu werden. Wegen kirchenrechtlicher Unregelmäßigkeiten entzog die Rumänisch-orthodoxe Kirche 1993 der Orthodoxen Kirche in Frankreich die Jurisdiktion, sodass diese wieder in den Status einer nichtkanonischen Kirche zurückfiel. Jedoch gründete die rumänische Kirche ein Dekanat, die Église Orthodoxe Catholique de France, unter dem Bruder des damaligen Bischofs Germain (bürgerlich: Gilles Bertrand-Hardy), Gregoire Bertrand, für diejenigen, die weiter unter der Jurisdiktion der Rumänisch-orthodoxen Kirche verbleiben wollten.
2001, nach einem Skandal, der durch Enthüllungen um die Ehe des Bischofs Germain verursacht worden war, verließen zehn Kirchengemeinden die Église Orthodoxe Catholique de France und gründeten die Union des Associations Cultuelles Orthodoxes de Rite Occidental  (UACORO). Die orthodoxe Kirche des westlich-lateinischen Ritus in Frankreich erkannte 2004 die Gemeinschaft mit der serbisch-orthodoxen Kirche an. Seit 2006 untersteht diese formell der Jurisdiktion des serbisch-orthodoxen Bischofs für Mitteleuropa.
Die Église Orthodoxe Catholique de France wird derzeit von Bischof Germain geleitet. Sie hat vor allem in Frankreich, in der Schweiz, in Argentinien, in den Vereinigten Staaten und in Spanien Gemeinden. 

## Bekannte Mitglieder
- Willi Massa (1931–2001), Theologe, Homiletiker und Meditationslehrer

## Einzelbelege
1. ↑  Manifest zur Restauration der Orthodoxen Kirche Galliens. (Stand: 14. Mai 2016)